# Ronan Farrow
Satchel Ronan O'Sullivan Farrow (Nueva York; 19 de diciembre de 1987) es un periodista y escritor estadounidense, reconocido por sus reportajes de investigación sobre las denuncias de abuso sexual contra el productor de cine Harvey Weinstein, que fue publicado en The New Yorker, y por el cual la revista ganó, junto a The New York Times, el Premio Pulitzer de Servicio Público en 2018. Farrow es hijo de la actriz y activista Mia Farrow y del cineasta y actor Woody Allen.
Sus investigaciones posteriores expusieron acusaciones contra el político Eric Schneiderman, el ejecutivo de medios Les Moonves y el abogado y jurista Brett Kavanaugh. Farrow hace también apariciones regulares en el programa matutino Today. Antes de dedicarse al periodismo, Farrow ejerció cargos en el servicio público como vocero de UNICEF y como asesor en el Departamento de Estado de los Estados Unidos. En 2018, Time lo incluyó en su lista de las 100 personas más influyentes del mundo.

## Estudios
De niño, Farrow se saltó algunos años escolares y tomó cursos universitarios en verano con el Centro para Jóvenes Talentosos, luego de haber realizado el SAT a los 8 o 9 años. Para los 10 años había viajado a África con su madre y tenido conversaciones privadas con Nelson Mandela sobre el poder de la protesta pacífica.
Entró al Bard College de Simon's Rock, Massachusetts, a los 11 años, convirtiéndose en el estudiante más joven en matricularse en esa institución. Fue también su graduado más joven, obteniendo una licenciatura en Filosofía a los 15. A los 21 egresó de la Facultad de Derecho de Yale, antes de ir a Oxford con una beca Rhodes para estudiar relaciones internacionales.

## Carrera

### En el servicio público

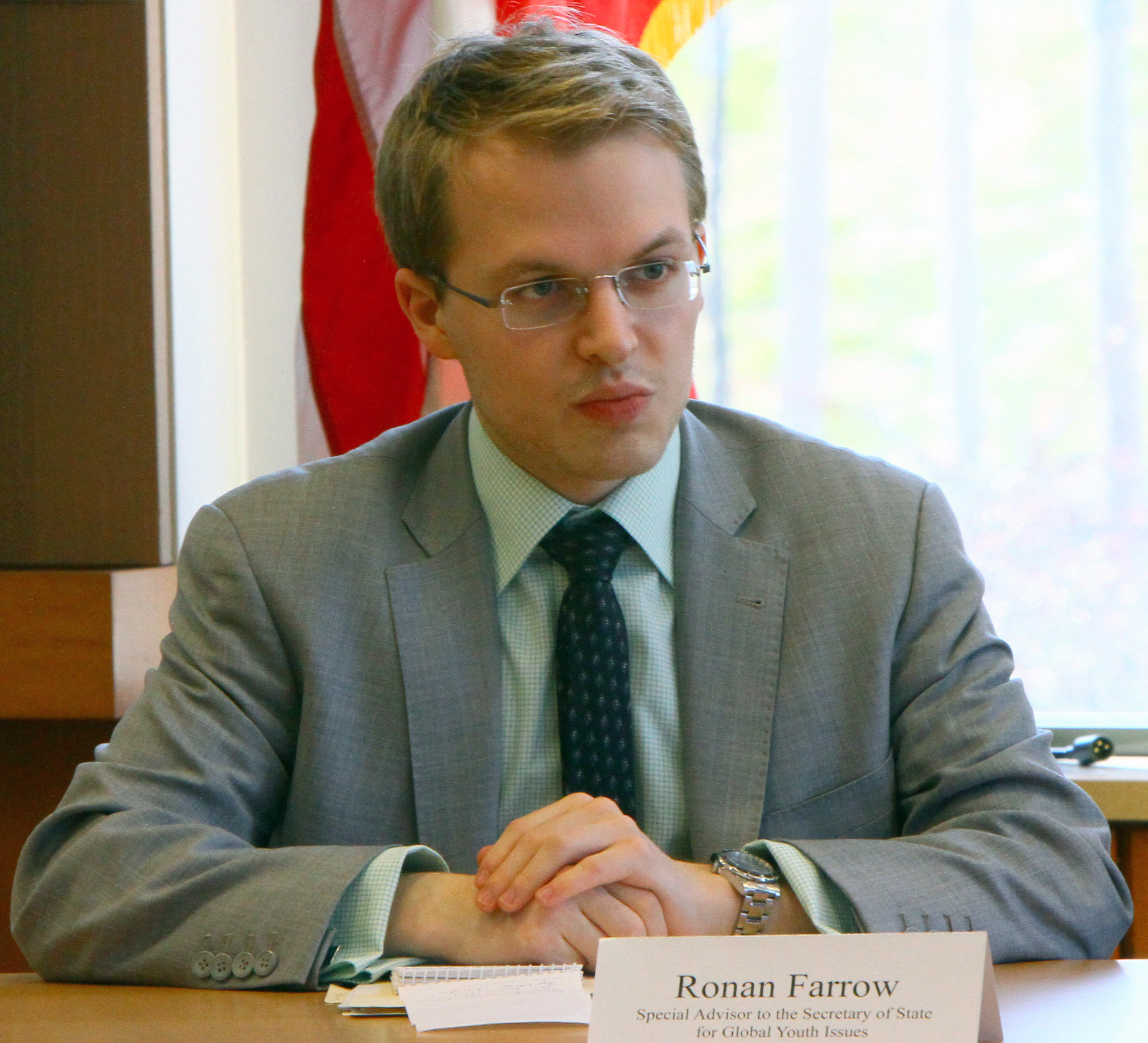
Farrow en 2012.

A los 16 trabajó como escritor de discursos para Richard Holbrooke, durante la campaña presidencial del demócrata John Kerry (2004), tiempo en el cual estuvo viviendo con Diane Sawyer y Mike Nichols, ya que era muy joven para tener su propio apartamento. A los 17 fue portavoz de la juventud en UNICEF y abogador por las mujeres y los niños atrapados en la crisis en la región sudanesa de Darfur. Durante ese tiempo trabajó en Eritrea, en Nigeria con grupos contra la epidemia de sida, en los esfuerzos de reconstrucción de Angola durante la posguerra, y también recorrió las universidades de Sudán como representante de la ahora desaparecida organización Red de Intervención del Genocidio. Tras esto, Farrow dirigió un proyecto para los Centros para el Control de Enfermedades sobre el trastorno por estrés postraumático en Kibera (Nairobi), después de la violencia poselectoral en Kenia.
A los 20, durante la Administración Obama, se encontraba trabajando en el Departamento de Estado como Asesor Especial para Asuntos Humanitarios y de ONG, en la Oficina de Richard Holbrooke, Representante Especial para Afganistán y Pakistán; cargo en el que estuvo por dos años. En 2010 aprobó el examen del Colegio de Abogados del Estado de Nueva York. En junio de 2011 fue nombrado consultor especial para asuntos globales de la juventud de la secretaria de Estado Hillary Clinton, y director de la Oficina de Asuntos Globales de la Juventud del Departamento de Estado.

### En el periodismo
En 2013, mientras vivía en el Magdalen College, fue contactado por MSNBC para hacer un programa que se estrenó el 23 de febrero de 2014 bajo el nombre Ronan Farrow Daily, siendo el programa con menos índice de audiencia del canal ese día. Este fue cancelado a principios de 2015. Farrow continuó como corresponsal de NBC News trabajando en reportajes de investigación para el segmento Undercovered, del programa Today, que fue estrenado en junio de 2015 con el enfoque de cubrir historias que no reciben la suficiente atención.

#### Reportaje sobre Harvey Weinstein
Según cuenta Farrow, mientras realizaba sus investigaciones para MSNBC y NBC había luchado para conseguir la autorización de hablar sobre el lado oscuro de Hollywood, pero algunos de los temas que quiso tratar fueron rechazados por ser considerados muy siniestros. A finales de 2016, Farrow se reunió con el presidente de NBC News, Noah Oppenheim, en Manhattan, donde propuso crear una serie de reportajes sobre el racismo, la pedofilia y el acoso sexual en Hollywood. Los dos primeros temas fueron rechazados, pero sobre el tercero Oppenheim le comentó que Rose McGowan había publicado un tuit sobre Harvey Weinstein —la actriz no lo mencionó directamente— y que debería investigar sobre eso. Farrow conoció a McGowan mientras trabajaba en el Departamento de Estado, y para enero de 2017 la convenció de dar una entrevista —a la cual revocó su consentimiento meses después. Para abril, Farrow consiguió una cinta donde Weinstein admitía haber acosado sexualmente a la modelo Ambra Gutierrez, que se tomó como parte de una operación encubierta de la policía de Nueva York; y en los meses posteriores ya tenía a varios testigos en cámara, incluyendo a Emily Nestor, ex-asistente de Weinstein.
Eventualmente, Weinstein se enteró de que NBC escribía una historia sobre él y trató de desacreditar a Farrow por su historial familiar. Mientras la investigación crecía, Farrow recibió llamadas de teléfono amenazantes y fue acosado por desconocidos. En una ocasión fue abordado por una agente encubierta de Black Cube. La situación fue tal que se tuvo que mudar de su apartamento.
En agosto, Farrow llevó su historia a The New Yorker. Algunas fuentes dijeron al The Hollywood Reporter que en NBC le pidieron que dejara la historia, algo que sus ejecutivos negaron enérgicamente. Farrow no brindó detalles hasta la publicación de su libro Catch and Kill (2019), donde quedó plasmada su lucha por publicar la historia. Cuando Farrow comenzó a trabajar con The Hollywood Reporter, Weinstein trató de detener la historia vía abogados, agentes y publicistas, entre ellos, compañeros de Farrow en la Agencia de Artistas Creativos, a la que Farrow renunció en diciembre. La historia fue finalmente publicada en The New Yorker el 10 de octubre de 2017 bajo el titular "De agresivas insinuaciones al asalto sexual: las acusadoras de Harvey Weinstein cuentan sus historias". Farrow ha publicado reportajes para ese medio desde entonces.

### En el entretenimiento
Farrow prestó su voz a personajes menores en las versiones en inglés de dos películas animadas japonesas: La colina de las amapolas (2011) y Kaze Tachinu (2013). También apareció como estrella invitada en la serie de comedia de Netflix Unbreakable Kimmy Schmidt y en el programa diurno de entrevistas The View, como coanfitrión invitado el 3 de diciembre de 2019.

## Vida personal
Farrow es el cuarto hijo biológico de la actriz Mia Farrow y el único hijo biológico del cineasta y actor Woody Allen; de este último, esta totalmente alejado. Tiene 13 hermanos, 10 adoptados de otros países y varios de ellos con discapacidades. Sus primeros nombres honran al lanzador del Salón de la Fama del Béisbol, Satchel Paige, y a la actriz Maureen O'Sullivan, su abuela materna; aunque ahora es más conocido por el nombre de Ronan. Se le dio el apellido Farrow para evitar confusiones con un hijo llamado Allen en su familia. En octubre de 2013, Mia Farrow dijo que su hijo Ronan era posiblemente hijo de Frank Sinatra, su esposo en la década de los 60. 
Ronan Farrow comentó poco después en Twitter: «Escuchen, todos somos *posiblemente* hijos de Frank Sinatra». En un comentario más serio de 2018 alabó la función paternal de Allen «Woody Allen, legalmente, éticamente, personalmente, fue absolutamente un padre en nuestra familia», a pesar de estar alejado de él, pero no fue rotundo al respecto de la paternidad, cuestionada por los ojos azules de ambos y el gran parecido facial de Sinatra de joven con el de Ronald.
Cuando era adolescente y mientras realizaba un viaje a Sudán, Farrow contrajo una infección en los huesos que pasó mucho tiempo sin ser tratada. Los siguientes cuatro años se sometió a múltiples operaciones por las que pasó varios periodos en silla de ruedas y con muletas. Según cuenta, esto le hizo desarrollar un «fundamental sentido de empatía».
En 1993, Woody Allen demandó a Mia Farrow por la custodia de Ronan —con seis años y entonces conocido por el nombre Satchel—, su hermana Dylan de siete años y su hermano Moses de quince. El juez le dio la custodia total a Mia Farrow, alegando «serias deficiencias parentales» en Allen, quien por ese tiempo fue acusado por su hija Dylan de haber abusado sexualmente de ella el año anterior. Todo ello hizo que la prensa fuese una presencia intrusiva en la niñez de Farrow. En el transcurso de los años, Farrow se esforzó por alejarse de la «dolorosamente pública historia» de su familia y evitó dar comentarios sobre las acusaciones de su hermana. Cuando Dylan quiso hacer públicas sus acusaciones una vez más en 2013-2014, Farrow le rogó no hacerlo para no perjudicar su imagen y tener que enfrentarse a periodistas, algo de lo que ahora se avergüenza. Eventualmente, Farrow estudió el caso «como abogado y como periodista» y encontró sus acusaciones creíbles; también comenzó a hablar más abiertamente sobre el tema. Finalmente, Farrow declaró creer a su hermana en un editorial para Hollywood Reporter llamado «Mi padre, Woody Allen, y el peligro de las preguntas sin preguntar (editorial)» (2016), donde quedó plasmada su historia personal sobre el tema.
En octubre de 2013, un escrito de Vice afirmó que Farrow es gay y criticó la omisión de este detalle en anteriores reportajes sobre él. Al mes, otro escrito en Page Six afirmó que es bisexual y que había salido con algunas mujeres. Desde entonces ya se mencionaba su posible romance con el exescritor de discursos de Obama, Jon Lovett, quien es abiertamente homosexual, sin que Farrow lo confirmase. En abril de 2018, Farrow declaró durante un discurso pertenecer a la comunidad LGBT, y que esta era para él «una increíble fuente de fortaleza». En 2018, Farrow y Lovett compraron una casa de 1.87 millones USD en Los Ángeles y en 2019 Farrow le propuso matrimonio a Lovett en el borrador de su libro Catch and Kill.

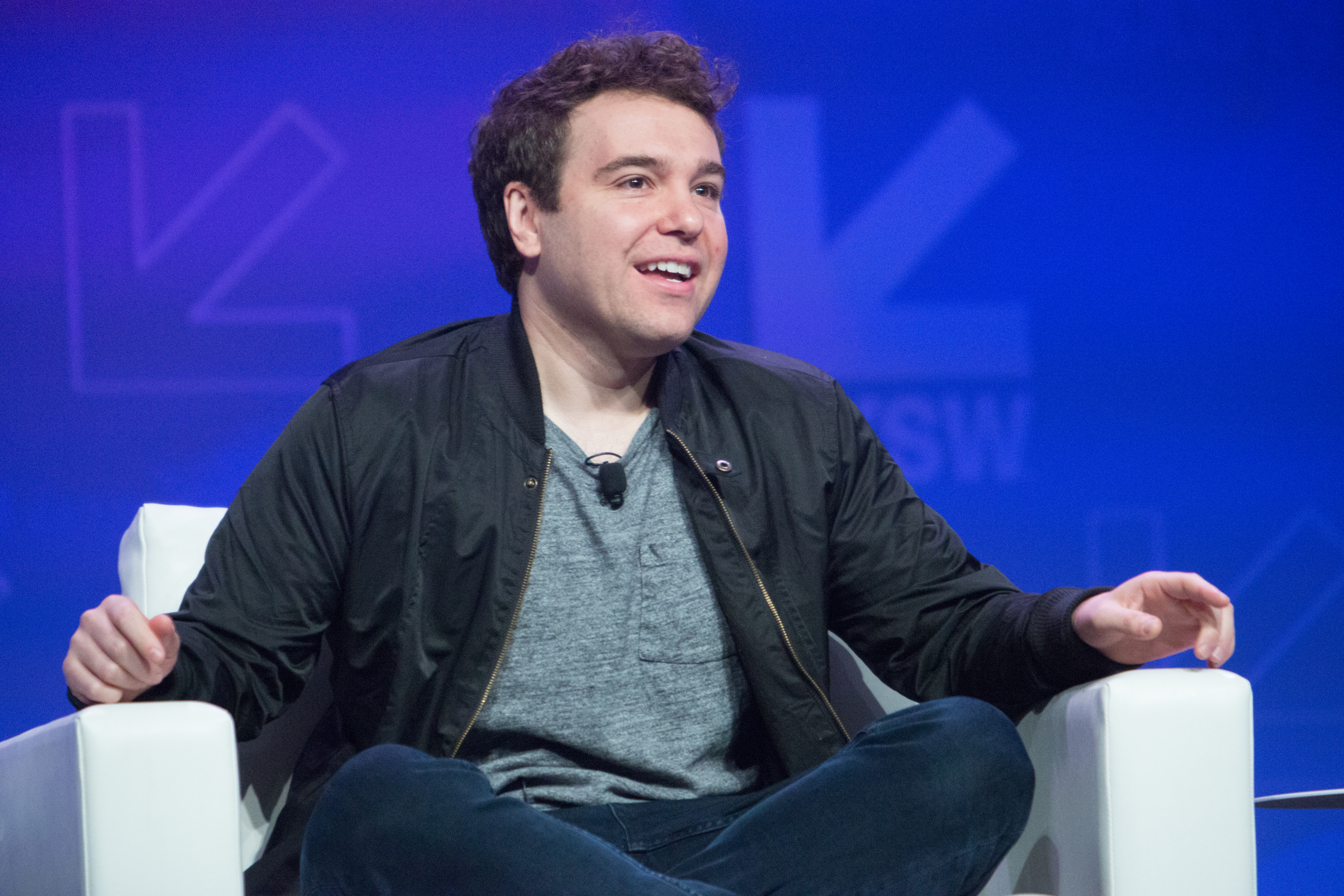
Jon Lovett en 2017.

## Publicaciones

### Libros
- War on Peace: The End of Diplomacy and the Decline of American Influence [Guerra en paz: el fin de la diplomacia y el declive de la influencia estadounidense]. W. W. Norton & Company, Inc. 2018. ISBN 0393652106.
- Catch and Kill: Lies, Spies, and a Conspiracy to Protect Predators [Atrapa y mata: mentiras, espías y una conspiración para proteger a predadores]. Little, Brown and Company. 2019. ISBN 0316454133: Farrow cuenta su experiencia detrás de la investigación y publicación de la historia de acoso sexual del productor Harvey Weinstein y muestra las relaciones entre las personas influyentes en medios, firmas legales y política, que dificultan poderosamente que historias como esa salgan a la luz. Narra sus reuniones con empleados de NBC y cómo algunos de ellos lo instaban a parar, hasta que la cadena obstaculizó la publicación de la historia por completo. También recoge presuntas conductas inapropiadas de directivos de la cadena, incluido el presidente de MSNBC, Phil Griffin, y sugiere que muchos de sus antiguos jefes estaban en contacto directo con Weinstein.[27]

### Reportajes notables
- Las 'Olimpiadas del Genocidio'. 28 de marzo de 2007. co-escrito con su madre Mia Farrow. The Wall Street Journal. —Sobre cómo China respaldó al gobierno de Sudán, causante de genocidios en ese país.
- Mi padre, Woody Allen, y el peligro de las preguntas sin preguntar (editorial). 11 de mayo de 2016. Hollywood Reporter. —Farrow cuenta su historia personal en el caso de las acusaciones de su hermana Dylan contra su padre Woody Allen y sobre como la prensa evita hablar o habla muy cobardemente sobre las acusaciones sexuales contra importantes figuras.
- De agresivas insinuaciones a asalto sexual: las acusadores de Harvey Weinstein cuentan sus historias. 10 de octubre de 2017. The New Yorker. —Trece mujeres dijeron haber sido agredidas o acosadas sexualmente por el productor Harvey Weinstein y otras 3 dijeron haber sido violadas por él.
- El ejército de espías de Harvey Weinstein. 6 de noviembre de 2017. The New Yorker. —Sobre cómo Weinstein contrató a la agencia Black Cube, incluyendo a ex-agentes del Mosad, para seguir e investigar a actrices y periodistas.
- Operativos israelís que ayudaron a Harvey Weinstein recolectaron información sobre antiguas autoridades de la Administración Obama. 7 de mayo de 2018. The New Yorker. —Se reporta que la misma compañía contratada por Weinstein también reunió información sobre autoridades de la administración Obama implicadas en el Plan de Acción Integral Conjunto, con el objetivo de desacreditarlas.[1]
- Cuatro mujeres acusan al fiscal general de abuso físico. 7 de mayo de 2018. Co-escritora: Jane Mayer. The New Yorker. —Cuatro mujeres involucradas románticamente con el fiscal general de Estados Unidos, Eric Schneiderman, lo acusaron de agresiones físicas. También se afirma que Schneiderman abusaba del alcohol y de medicamentos. Schneiderman renunció tres horas después de publicada la historia.[1]
- Mientras Leslie Moonves negocia su salida de CBS, seis mujeres revelan nuevos reclamos de asalto y acoso. 9 de septiembre de 2018. The New Yorker. —Seis mujeres acusaron al CEO de CBS, Les Moonves, y otra docena denunció abusos en su compañía.
- Cómo un centro de investigación de una universidad élite ocultó su relación con Jeffrey Epstein. 7 de septiembre de 2019. The New Yorker. —Sobre cómo el MIT Media Lab ocultó su relación y las donaciones realizadas por el agresor sexual convicto Jeffrey Epstein. Tras publicarse la historia el director del Media Lab, Joi Ito renunció y la Universidad anunció que contrataría una firma para realizar una investigación.

## Reconocimientos
- Premio Humanitario McCall-Pierpaoli de la organización Refugiados Internacional (2008), por su «extraordinario servicio a los refugiados y la gente desplazada».
- Nuevo Activista del año de la revista New York (2009), e incluido en su lista de "individuos a punto de cambiar su mundo".
- "Prominente político del año" según la revista Harper’s Bazaar (2010).[9]
- Personaje destacado de la lista "30 bajo 30" de Forbes de 2011,[28] e incluido en la lista de 2012,[29] como una de las 30 personas más influyentes en el campo de la ley y las políticas.
- Doctorado en humanidades honorario por la Dominican University (2012).[11]
- Incluido en la lista de la revista Esquire de los 80 hombres estadounidenses más prominentes (2013), cada uno nacido en un año diferente de los 80 años que la revista llevaba operando.[30]
- Premio Cronkite por la Excelencia en la Exploración y el Periodismo, de la organización Reach The World (2014): Entregado a 3 días de estrenado su programa Ronan Farrow Daily en MSNBC.[31]
- Premio Visión de la Stonewall Community Foundation (2016) por su reportaje sobre la transición de género en la universidad —transmitido como parte de la serie Uncovered del programa Today.[32]
- Premio al Coraje de The Point Foundation (2018), por su reportaje sobre el #MeToo.[24]
- Premio Pulitzer por Servicio Público en 2018 para The New Yorker por el reportaje de Farrow "De agresivas insinuaciones a asalto sexual: las acusadoras de Harvey Weinstein cuentan sus historias". Compartido con el New York Times por su investigación sobre el mismo asunto realizada por Jodi Kantor y Megan Twohey, que fue publicada cinco días antes de la primera.[33]
- Premio Periodista del Año, de la Asociación Nacional de Periodistas Gays y Lesbianas (2018).[34]
- Incluido en la lista Time 100 de las 100 personas más influyentes del mundo según la revista Time (2018).[35]
- Incluido en la lista "40 Under 40" de la revista Connecticut (2019), de 40 personalidades viviendo en Connecticut.[36]
- Periodista del Año para la revista Out (2019).[37]
- Incluido en la lista "40 bajo 40" de Fortune (2020), como una de las 40 personas más influyentes en el campo de los medios y el entretenimiento.[38]

## Críticas
En marzo de 2020, Farrow y su hermana Dylan Farrow llamaron "traidora" a la editorial Hachette por su intención de publicar las memorias de Woody Allen, A propósito de nada. La editorial es la misma que el año anterior había publicado el libro de Farrow Catch and Kill. Farrow dijo que Hachette había mostrado «una carencia de ética y compasión por las víctimas de abuso sexual». Tras ser cancelada la publicación del libro por Hachette, una editorial de The New York Post condenó las acciones de Farrow: «No importa cuán profunda sea su rabia, es obsceno para un periodista andar silenciando a cualquiera. Él clama ir en contra de los abusadores del poder, pero acaba de abusar flagrantemente del suyo».
En mayo de 2020, el periodista del The New York Times, Ben Smith, publicó para el diario: "¿Es Ronan Farrow demasiado bueno para ser verdad?". El artículo criticó la falta de escrutinio de Farrow para verificar los hechos en algunos reportajes y en su libro Catch and Kill, y dijo que tenía un «engañoso» y «peligroso» método de reportar que remplaza los hechos sólidos por el drama. Escribió: «[Farrow] entrega narrativas que son irresistiblemente cinemáticas —con inobjetables héroes y villanos— y a menudo omite los complicados hechos e inconvenientes que las vuelven menos dramáticas». El editor de The New Yorker, Michael Luo, salió en defensa de Farrow diciendo que Smith hacía en su artículo lo mismo de lo que acusaba a Farrow: omitir detalles inconvenientes a la narrativa que quiere crear. También dijo que había dado detalles a Smith que contradecían su narrativa y que no fueron incluidos en el artículo. Farrow también hizo algunos pronunciamientos para desmentir al artículo, y agregó: «mi trabajo me defiende». Criticando el artículo de Smith, Ashley Feinberg escribió para Slate: "¿Es la columna de Ben Smith sobre Ronan Farrow demasiado buena para ser verdad?".